# Reglamento de Regatas a Vela
El Reglamento de Regatas a Vela (RRV) (Racing Rules of Sailing —RRS— en inglés), publicado por la Federación Internacional de Vela (ISAF), regula las competiciones de vela en todas sus variantes a nivel mundial.
Se actualiza cada cuatro años, al finalizar los Juegos Olímpicos de Verano.

## Reglas fundamentales
- - Un barco amurado a estribor tiene preferencia de paso sobre otro amurado a babor.[1]
- - Cuando los barcos están en la misma bordada, el de barlovento se mantendrá separado del de sotavento.[2]
- - Cuando los barcos están en la misma bordada, el barco de atrás se mantendrá separado del de delante.[3]
- - Aunque un barco tenga derecho de paso, ha de procurar evitar colisionar siempre que sea posible.[4]
- - Un barco que maniobra modificando su rumbo (vira o traslucha) se mantiene separado de otro que no maniobra.[5]

## Señales de regata
Las señales en regata se hacen a través de señales visuales, utilizando las banderas del código internacional de señales, y de señales acústicas. Cada vez que se iza o se arría una bandera, se emite una señal acústica.
| Bandera de señales | Bandera de señales | Número de señales acústicas al izar banderas | Número de señales acústicas al arriar banderas | Significado                                               |
|                    | AP                 |                                              |                                                | Aplazamiento.                                             |
|                    | AP 1               |                                              |                                                | Aplazamiento de 1 hora.                                   |
|                    | AP 2               |                                              |                                                | Aplazamiento de 2 horas.                                  |
|                    | AP 3               |                                              |                                                | Aplazamiento de 3 horas.                                  |
|                    | AP A               |                                              |                                                | Todas las pruebas quedan anuladas por hoy.                |
|                    | AP H               |                                              |                                                | Todas las pruebas quedan anuladas. Más señales en tierra. |

### Señales de preparación
| Bandera de señales | Bandera de señales | Número de señales acústicas al izar banderas | Número de señales acústicas al arriar banderas | Significado                                    |
|                    | P                  |                                              |                                                | Preparación.                                   |
|                    | I                  |                                              |                                                | La regla 30.1 entra en aplicación.             |
|                    | Z                  |                                              |                                                | La regla 30.2 entra en aplicación.             |
|                    | I Z                |                                              |                                                | Ambas reglas 30.1 y 30.2 entran en aplicación. |
|                    |                    |                                              |                                                | La regla 30.3 entra en aplicación.             |

### Señales de llamada
| Bandera de señales | Bandera de señales | Número de señales acústicas al izar banderas | Número de señales acústicas al arriar banderas | Significado                                                                       |
|                    | X                  |                                              |                                                | Llamada individual.                                                               |
|                    | 1st Sub            |                                              |                                                | Llamada general. Se volverá a dar señal de atención 1 minuto después de arriarse. |

### Señales de cambio de recorrido
| Bandera de señales | Bandera de señales | Número de señales acústicas al izar banderas | Número de señales acústicas al arriar banderas | Significado                                                                             |
|                    | S                  |                                              |                                                | Recorrido acortado. Se aplica la regla 32.2.                                            |
|                    | C                  | ...                                          |                                                | Cambio de baliza. se ha cambiado la posición de la siguiente baliza o línea de llegada. |

### Señales de anulación
| Bandera de señales | Bandera de señales | Número de señales acústicas al izar banderas | Número de señales acústicas al arriar banderas | Significado                                                             |
|                    | N                  |                                              |                                                | Todas las pruebas empezadas quedan anuladas. Regresar a la salida.      |
|                    | N A                |                                              |                                                | Todas las pruebas empezadas quedan anuladas. No hay más pruebas hoy.    |
|                    | N H                |                                              |                                                | Todas las pruebas empezadas quedan anuladas. Más información en tierra. |

### Otras señales
| Bandera de señales | Bandera de señales | Número de señales acústicas al izar banderas | Número de señales acústicas al arriar banderas | Significado |
|                    | L                  |                                              |                                                | Cuando se iza en tierra: se ha publicado un aviso a los participantes. Cuando se iza en la mar: Acérquense al alcance de mi voz o síganme. |
|                    | M                  | ...                                          |                                                | El objeto que muestra esta señal reemplaza a una baliza perdida.                                                                           |
|                    | Y                  |                                              |                                                | Chaleco salvavidas obligatorio. |